# Дамаскин Габровски
Св. Дамаскин Габровски е свещеномъченик за православната вяра и канонизиран за светец от Българската православна църква.

## Житие
Св. свещеномъченик Дамаски Габровски е роден през първата половина на XVIII век в Габрово.
Бащата на малкия Дамаскин бил прочут медникар, който изработвал домакински съдове, изкусно украсени с цветчета, листа, фигури и дори птици.
Има една интересна случка в неговото житие, която се оказва повратна в неговия живот. Един ден отивал да носи храна на баща си в дюкяна. Стар турчин седял на сянка под едно дърво и го накарал да му прави компания. Попитал детето защо не стане мохамеданче. При тях раят изобилства от много вкусни ястия, сладки шербети и удоволствия. Малкият Дамаскин отговорил, че неговата майка и сега му приготвя различни вкусни гозби.
Когато отишъл при баща си му разказал какво е преживял. Тогава бащата мъдро му обяснил, че според Спасителят Христос „раят не е ястие и питие, а правда и мир. Човек отива там с душата си. Затова трябва да я пази чиста, защото в рая не влиза нищо нечисто.“
От този момент Дамаскин често се замислял за Христос. Колкото повече растял, толкова повече разбирал учението Му. Обичал да остава сам, да се моли и да разсъждава. „Убедил се напълно, че мохамеданският рай е земен, а християнският – небесен, а разликата между Христос и Мохамед е от небето до земята.“ Затова мечтаел да се отдаде изцяло в служба на Христос.
От Габрово тръгнали поклонници за Света гора. Дамаскин и неговия баща също заминали. Бил още съвсем млад. Стъпвайки на светата земя се почувствал особено щастлив, останал там и приел монашеството в Хилендарския манастир. За безукорна служба бил последователно ръкополаган в иеродякон и иеромонашески чин. А за своите добродетели и способности, и примера, който давал на останалите монаси, впоследствие бива избран за игумен.

## Подвиг в името на православната вяра
През 1770 г. Дамаскин отива в Свищов по манастирски дела. Вече побелял старец, там трябвало да събере някои манастирски вземания от местни турци. Длъжниците не искали да плащат дълга си и решили по някакъв начин да се отърват от него, като поругаят и религиозното чувство на българина. За целта си паслужили с измама. Намерили една туркиня с „паднал морал“ и я завели в квартирата на отец Дамаскин, докато той бил навън. Събрали една група турци и нападнали метоха, в който се намирала квартирата му, за да видят всички как един български калугер е осквренил мохамеданската вяра, като си позволил да прибере в жилището си една мохамеданка.
За това мнимо престъпление Дамаскин трябвало да бъде съден и наказан. Тълпата го вързала и започнала до го малтретира. С викове „Смърт на престъпника!“ го отвеждат при местния кадия. Кадията разпитал Дамаскин и разбрал, че работата е нагласена, че тук има насилие и започнал да се колебае как да постъпи. Обезумялата тълпа със своите викове за смърт на човека, които е осквернил техния закон, заставила кадията да отстъпи.
Бесилката била издигната, за да бъде изпълнено смъртното наказание. На Дамаскин било предложено или да се потурчи, или ще бъде екзекутиран. Преподобният отговорил: „Роден съм християнин и такъв искам да умра!“.
Позволили му да се помоли и след думите му „Готов съм да умра.“, Дамаскин бил покачен на въжето и обесен. Това се случило на 16 януари 1771 г. Тялото му било погребано от православни българи под стряхата на старата черква „Свети Апостол Петър и Павел“ в Свищов.
Според написаното в житието му, „възмездието постигнало убийците. Като плували по Дунава, неочаквано се удавили.“
Свети Дамаскин е канонизиран от българската православна църква. Монаси от Атон му написват житие.
Ликът и името на Свети Дамаскин са почетени на видно място на темплото (черковен иконостас) в софийския храм-паметник „Александър Невски“.
В България има един храм, посветен на габровските мъченици, включително свети Дамаскин. Храмът се намира в град Габрово и носи името „Св. Онуфрий, Дамаскин и всех мучеников Габровских“. Черквата е осветена през ноември 2020 година от Великотърновски митрополит Григорий.